# Kronologija Domovinskog rata: prosinac 1989.

### 1. prosinca
- U središtu Ljubljane, unatoč zabrani "mitinga istine", okupilo se nekoliko desetaka osoba, a policija je uhitila 13 osoba koje su odbile poziv da se mirno raziđu.[1]
- U Nišu kamenovane slovenske prodavaonice.[1]

### 2. prosinca
- U Srbiji započeo bojkot slovenskih proizvoda, a mnoga srbijanska poduzeća raskinula poslovne ugovore s poduzećima u Sloveniji.[1]

### 4. prosinca
- Predsjedništvo SR Slovenije osudilo sve češće napade na Predsjedništvo SFRJ i njegova predsjednika Janeza Drnovšeka.[1]

### 7. prosinca
- Vođa talijanskih socijalista Bettino Craxi u Washingtonu oštro osudio Jugoslaviju zbog suđenja Azemu Vllasiju, a proces nazvao političkim.[1]

### 11. prosinca
- Skupština Slovenije smatra da nije bit problema Srbija protiv Slovenije, nego Srbija protiv avnojske Jugoslavije, te se protivi zakonu džungle po principu zub za zub, oko za oko, kao protumjeru Srbiji.[2]

### 12. prosinca
- Savez komunista Hrvatske na svom 11. kongresu u Zagrebu opredijelio se za višestranački sustav u Republici.[2]

### 13. prosinca
- Za novog predsjednika CK SK Hrvatske izabran Ivica Račan.[2]

### 14. prosinca
- Na izbornoj konferenciji SSRN Vojvodine u Novom Sadu predloženo da se u novom Ustavu SFRJ predvidi i mogućnost formiranja novih autonomnih pokrajina, prije svega u Hrvatskoj, gdje bi, po dr. Savi Grujiću, trebale postojati četiri pokrajine: Slavonija i Baranja, Lika, Banija i Kordun, Dalmacija i Istra.[2]

### 25. prosinca
- Po prvi put, nakon 40 godina od završetka 2. svjetskog rata, komunisti građanima Hrvatske čestitali Božić, predsjednik CK SK Hrvatske Ivica Račan čestitao vjernicima Božić preko javnih medija.[3]